# Billy White
Billy White, diminutivo di William Henry White (Liverpool, 13 ottobre 1936 – Ormskirk, 7 dicembre 2000) è stato un calciatore inglese, di ruolo attaccante.

## Carriera
White arriva al Burnley, club della prima divisione inglese, nel 1954, all'età di 18 anni; di fatto, pur essendo aggregato alla prima squadra, gioca esclusivamente con la formazione riserve dei Clarets fino alla stagione 1957-1958 quando, all'età di 21 anni, fa il suo effettivo esordio tra i professionisti, mettendo a segno 2 reti in 3 presenze nella prima divisione inglese e giocando in aggiunta anche una partita in FA Cup. Nella stagione 1958-1959 rimane invece nuovamente ai margini della rosa, salvo poi tornare a giocare con maggiore regolarità durante la stagione 1959-1960, nella quale oltre a giocare un'ulteriore partita in FA Cup contribuisce con 2 reti in 6 presenze alla vittoria del campionato. Rimane poi in rosa anche durante la stagione 1960-1961, nella quale però gioca solamente una partita in Coppa di Lega: si tratta della sua dodicesima presenza (con 4 gol segnati) in complessive sette stagioni al Burnley, che lascia a stagione in corso per trasferirsi ai gallesi del Wrexham, con i quali termina l'annata giocando 8 partite in terza divisione. Nell'estate del 1961 viene poi ceduto al Chester City, club con il quale durante la stagione 1961-1962 mette a segno 3 reti in 13 presenze nel campionato di quarta divisione; a fine anno cambia nuovamente maglia, accasandosi sempre in quarta divisione all'Halifax Town, con cui rimane una stagione senza però mai scendere in campo in partite di campionato, per poi nel 1963 ritirarsi, all'età di 27 anni.
In carriera ha totalizzato complessivamente 30 presenze e 7 reti nei campionati della Football League.

## Palmarès

### Club

#### Competizioni nazionali
- Campionato inglese: 1

Burnley: 1959-1960